# Коваленко, Дмитрий (киргизский футболист)
Дмитрий Коваленко (29 апреля 1972) — киргизский футболист, полузащитник. Выступал за сборную Кыргызстана.

## Биография
Начал выступать на профессиональном уровне в 1992 году в первом сезоне независимого чемпионата Кыргызстана в клубе «Семетей» (Кызыл-Кия). В 1993 году перешёл в ошский «Алай», в его составе стал бронзовым призёром чемпионата. В обоих сезонах отличался высокой результативностью, но лучшим снайпером своих клубов не был.
В 1994—1995 годах играл в Узбекистане, в том числе в 1994 году провёл 6 матчей в высшем дивизионе Узбекистана за «Согдиану».
В 1996 году выступал за «Металлург» (Кадамжай), с которым завоевал золотые медали чемпионата и выиграл Кубок Кыргызстана. Затем провёл два сезона в «Семетее», а в конце карьеры выступал за ошский «Динамо-Алай». Принимал участие в матчах азиатских клубных турниров, стал автором одного гола.
В национальной сборной Кыргызстана дебютировал 25 октября 1992 года в матче Кубка Центральной Азии против Казахстана. Свой первый гол забил во втором матче, 7 июня 1993 года на международном турнире в Тегеране в ворота Азербайджана. Всего в 1992—1994 годах сыграл за сборную 6 матчей и забил один гол.
Дальнейшая судьба неизвестна.